# Culfa (Rayon)
Culfa, auch Julfa, ist ein Rayon in Aserbaidschan in der Autonomen Republik Nachitschewan. Die Hauptstadt trägt denselben Namen.

## Geografie

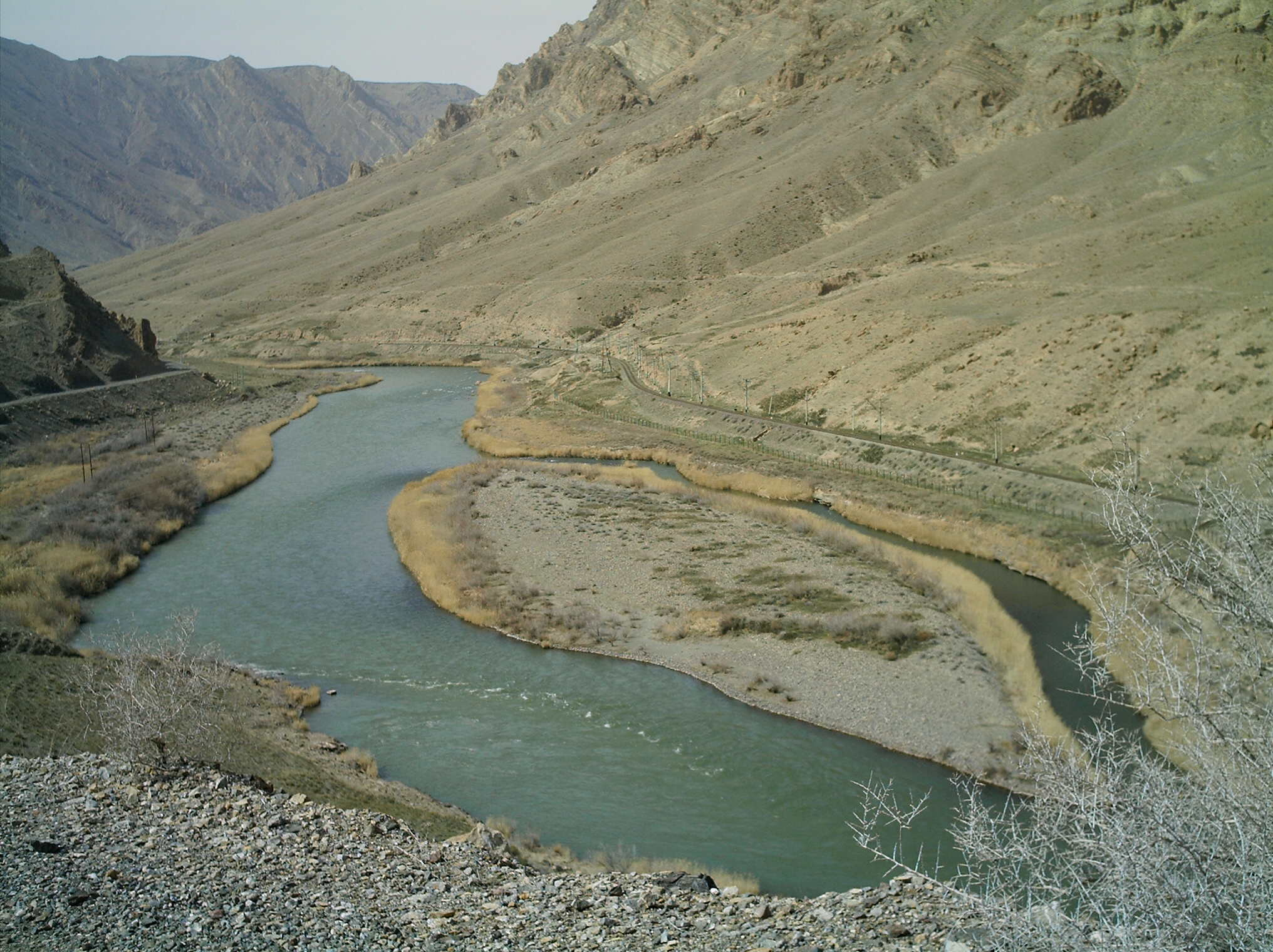
Der Fluss Aras an der Grenze zu Iran im Rayon Culfa.

Der Bezirk hat eine Fläche von 993 km² und grenzt im Norden an Armenien, im Süden mit dem Fluss Aras an Iran. In der gebirgigen Region gibt es Vorkommen an Silber, Gips und Baustoffen sowie Mineralwasserquellen.

## Bevölkerung
Im Rayon leben 47.300 Einwohner (Stand: 2021). 2009 betrug die Einwohnerzahl 41.000. Diese verteilen sich auf 25 Siedlungen.

## Wirtschaft
Der Bezirk ist landwirtschaftlich geprägt. Es werden vor allem Wein und Getreide angebaut sowie Viehzucht betrieben. Außerdem gibt es mehrere Betriebe der verarbeitenden Industrie.

## Baudenkmäler
Im Bezirk gibt es mehrere Mausoleen, den alten Turm von İlandağ und die Festung Alindja. Über den Aras führen Brücken aus dem 12. Jahrhundert. Nahe der Stadt Culfa liegt das Kloster Amenaprkich. Die Felsinschrift von Ojasar-İlandağ stammt von dem urartäischen Herrscher Išpuini.
Der Armenische Friedhof Culfa, Welterbe aus dem 17. Jahrhundert, wurde 2006 zerstört.